# 宗禅寺横穴墓群
宗禅寺横穴墓群（そうぜんじよこあなぼぐん）は、宮城県仙台市太白区根岸町にある横穴墓群である。宗禅寺横穴群（そうぜんじよこあなぐん）とも呼ばれる。7世紀後半から8世紀後半にかけて、広瀬川の右岸（南西岸）に造営された。総数は不明だが、発見された横穴墓は15基ある。

## 立地
広瀬川右岸で丘陵から平地に変わる一帯には、愛宕山横穴墓群、大年寺山横穴墓群などがあり、宗禅寺横穴墓群とともに向山横穴墓群をなす。宗禅寺横穴墓群は、大年寺山の尾根の先を広瀬川がかすめる位置、宗禅寺の墓地にある。現在は山裾と広瀬川の河原の間に川から比高10メートルほどの平らな段丘があるが、古代には大年寺山の尾根がもう少し伸びて小さな谷をなしていた。
その谷の傾斜を横から掘りこんで墓としたのが、宗禅寺横穴墓群である。東西に並ぶようにして知られる限り横穴墓は15基確認されている。後に谷は土砂で埋もれ、2、3メートルほどの崖として残り、横穴も岸から離れた一部を除いて地面の下になった。発掘調査は埋没谷の深部まで掘り下げずに終えたので、下のほうにまだ知られていない横穴が存在する可能性がある。
遺跡の南東には724年まで陸奥国の国府があったとされる郡山遺跡があり、時期的に横穴墓の使用期間と重なる。広瀬川の対岸、東方には古墳時代から続く集落である南小泉遺跡がある。これらが横穴墓の利用者の居住地の候補である。

## 横穴墓の概要
発掘担当者によって、15の横穴墓は西から東へ、山に近いほうから川に近いほうへ、1号墳から15号墳と番号を振られた。1953年（昭和28年）に見つかった穴が15号墳である。どの墓も崖面に対して直角にまっすぐ入り、崖がのびる方向に従い、西の端では南を、東の端では東南を向く。7、8、9号墳を除けばほぼ同じ高さにそろう。
横穴の奥に玄室があり、断面形状は方形・長方形・台形で、床の1辺は1.4メートルから2.75メートルにおさまる。玄室の上はアーチ状であったり家の屋根の形であったりする。入り口（玄門）は、そこに至るトンネル（羨道）より幅を狭く作る。13号墳だけは、幅0.8メートルで、玄室・玄門・羨道の区別がないタイプである。11号墳と12号墳は玄室が接触して数十センチの穴が通じていた。1号墳、2号墳、3号墳も玄室が横でつながっていたが、これはピッケルのような工具で穴を開けたらしく、後世の改変と考えられる。
7つの横穴では、約10センチメートルほど高くした台床が作られた。そのうち15号墳だけは高さが約50センチメートルで、顕著な壇をなした。台床がない穴は8である。岩には水が滲み出る自然の割れ目が走っていたため、横穴の中にはこれにあわせて排水用の溝を設けたものがある。台床の上で、5号墳から1体分、9号墳から3体分にあたると推測される人骨が見つかった。泥質化が著しく、見つかったのは頭蓋骨など大きな骨が少数で、状態はよくなかった。5号墳のものは熟年男性、9号墳のものは熟年男性2人と壮年女性1人と推定された。
遺物としては、7つの横穴から須恵器13点、土師器8点、鉄製刀子1点が見つかった。須恵器・土師器の発見場所は、玄室内、玄門閉塞部の外、穴の外の前庭部の3箇所である。それぞれ、遺体とともに副葬したもの、葬儀の後に供献したもの、追葬のために準備して置いたものに対応すると考えられる。刀子は約15.6センチで、木の柄がついており、5号墳の台床の上、つまり人骨と同じ場所にあった。

## その後の歴史
横穴の利用が絶えて久しくなった中世に、この低い崖から少し北に離れて宗禅寺が開山した。遺跡がある崖は宗禅寺の所有地となり、崖上と崖下が両方とも寺の墓地になった。4号墳では、近世以後に作られた墓穴の床が横穴の天井に接近して作られ、崩れて30センチほどの穴が発掘調査時に開いていた。
穴の存在は寺にも近所の人にも知られており、浮浪者が住みついたこともあった。時代が不明だがおそらく居住者が拡張のために3つの横穴を内部で連結した。昭和の初めに、安全のためなどの理由で、付近の住民が地表に出てくる穴の入り口を土で埋めて閉塞した。
1953年、宮沢橋架け替えに伴い広瀬川に沿う道路を造る工事の際、削った崖の中から横穴が一つ見つかった。1970年代に、もう一段岸から離れたところに広瀬河畔通りを通すことになり、宗禅寺の墓地の移転が必要になった。横穴があった崖が移転先に含まれることとなり、仙台市教育委員会と仙台市建設局土木部が1975年（昭和50年）1月13日から2月15日にかけて約300m2の発掘調査を実施した。既知のものと併せて14の横穴を確認、調査した。調査後、整地のために一部が破壊され、大部分が土中に埋められた。遺跡は現在は宗禅寺の墓地の下にあり、横穴の存在をうかがわせるものは何もない。